# Ruggero Tomaselli
Ruggero Tomaselli (1920- 1982 ) fue un botánico, fitogeógrafo y micólogo italiano.
De 1959 a 1964 fue Prefecto del Jardín botánico de la Universidad de Catania. Y de ese año a 1982 Director del Instituto y del Jardín Botánico de Pavia.
En 1943 obtiene una Licenciatura en Ciencias Naturales, e inicia su carrera universitaria como Asistente de la cátedra de Geología; y en 1945 fue nombrado Asistente de la cátedra de Botánica de Raffaele Ciferri.
En 1946 se especializa en Citología vegetal en la Sorbona, hasta 1948 cuando se dedica al estudio de la Fitosociología trabajando en la "Estación Internacional de Geobotánica Mediterránea y Alpina de Montpellier, con la dirección de J. Braun-Blanquet.
Le cabe el mérito de haber introducido en Italia los estudios de Fitosociología, con la publicación del volumem Introduzione allo studio della fitosociologia, en 1956.
Con una beca de estudio va a la Universidad de Kansas, donde trabaja con el geógrafo A.W. Kuchler, tornando a Pavia para ocuparse de la Cartografía de la vegetación, realizando importantísimos estudios sobre la vegetación mediterránea.
Sus investigaciones influenciaron por años la actividad del Instituto de Botánica" en la geobotánica y en la cartografía: en Pavia publica la primera carta de la vegetación natural potencial de Italia que, además de la novedad de los estudios en este nuevo campo fitosociológico, le valió la presidencia del "Grupo de expertos de la cartografíaa de la vegetación europea del Consejo de Europa".
Importante también fue sus estudios ecológicos y vegetacionales, con la aplicación a la realización de la carta bioclimática de Italia.

## Algunas publicaciones
- Ciferri, R; Tomaselli, R. 1952. Saggio di una sistemática micolichenologica. Atti Ist. Bot. Pavia Ser. 5 10: 25-84

- Ciferri, R; Tomaselli, R. 1953. Tentative mycolichenes classification. Atti dell’Istituto Botanico della Università e Laboratorio Crittogamico di Pavia Ser. 5 10 (1): 25-84

- Ciferri, R; Tomaselli, R. 1954. Reply to Santesson’s criticism on taxonomy of fungal symbionts of lichens. Taxon 3: 230-231

- Ciferri, R; Tomaselli, R. 1955. Sulla nomenclatura del fungo simbionte dei licheni. Nuovo Giornale Botanico Italiano N.S. 62 (3-4): 501-504

- Tomaselli, R; Ciferri, R. 1954. Scissioni di generi di licheni sulla base delle caratteristiche del fungo. Atti Ist. Bot. Univ. Pavia Ser. 5 12 (1): 30-69

- Ciferri, R; Tomaselli, R. 1957. Prospetto di una sistemática micolichenologica. Atti Ist. Bot. Univ. Pavia Ser. 5 14 (1-3): 247-262

- Tomaselli, R. 1950. Appunti sulla sistemática e distribuzione geográfica dei basidiolicheni. Archivo Botanico per la Sistemática, Fitogeografia e Genetica 26: 100-116

- Tomaselli, R. 1951. Notes sur les basidiolichens. Revue Bryologique et Lichenologique Série 2 20 (1-2): 212-214

- Tomaselli, R. 1957. Modalitá di crescita di vari ceppi Italiani di Xanthoriomyces (fungo lichenizzante). Atti Ist. Bot. Univ. Pavia Ser. 5 12 (3-4): 320-359

- Tomaselli, R. 1962. Considerazioni sulla posizione sistémica degli ascomiceti simbionti nei licheni. Atti. Accad. Gioenia Ser. 6 14: 168-199, 5 figs. 2 diags.

- Tomaselli, R. 1964. Raffaele Ciferri (1897-1964). Atti Ist. Bot. Univ. Lab. Crittogam. Pavia Ser. 5, Supl. 21: 55 pp., retrato, bibliogr.

## Honores

### Eponimia
Especies
- (Bromeliaceae) Tillandsia tomasellii de Luca, Sabato, Balduzzi,[1] de Oaxaca, México

- (Cycadaceae) Dion tomasellii De Luca, Sabato & Vázq.Torres[2]

- (Zamiaceae) Dioon tomasellii De Luca, Sabato & Vázq.Torres[3]

- El Huerto y Jardín Botánico de Luvinate, provincia de Varese

- La abreviatura «Tomas.» se emplea para indicar a Ruggero Tomaselli como autoridad en la descripción y clasificación científica de los vegetales.[4]